# Jezioro Rosnowskie
Jezioro Rosnowskie (pot. Rosnowo) – sztuczny zbiornik wodny położony 59,8 m n.p.m., w północno-wschodniej części województwa zachodniopomorskiego w powiecie koszalińskim, w gminie Manowo, powstały wskutek spiętrzenia rzeki Radew zaporą ziemną w 1922 roku.
Zbiornik Rosnowo jest jednym z najstarszych zbiorników rentencyjnych w Polsce, powierzchnia równa jest około 190 hektarom, jego średnia głębokość mieści się w granicach od 6 do 8 metrów w dawnym korycie rzeki Radwi, a w pobliżu zapory ziemnej nawet 12 m. Długość zbiornika wynosi 10 km, szerokość do 400 m, a pojemność całkowita ma około 8,7 mln m³. Zbiornik wykorzystywany jest do produkcji energii elektrycznej (elektrownia, moc 3,2 MW), ochrony przeciwpowodziowej, a także w celach rekreacyjnych. Posiada dość wysokie brzegi z licznymi zatoczkami, całkowicie pokryte lasem.
Na Jeziorze Rosnowskim w okresie od 1 kwietnia do 30 września obowiązuje całodobowy zakaz używania jednostek pływających o napędzie spalinowym. Zakaz nie dotyczy jednostek pływających, których użycie jest konieczne do celów bezpieczeństwa publicznego lub utrzymania jeziora.
W 1922 r. z powodu powstania zbiornika została w tym miejscu skorygowana trasa kolejki wąskotorowej.